# Tony Roe
Tony Roe (* 1979 in Amsterdam) ist ein niederländischer Jazzmusiker (Piano, Keyboard, Synthesizer, Komposition) und Multimediakünstler.

## Leben und Wirken
Roe erhielt mit fünf Jahren ersten Musik- und Klavierunterricht. Früh war er auch von Dancehall Reggae und Hip-Hop beeinflusst. Zunächst studierte er klassisches Piano am Koninklijk Conservatorium Den Haag. Aufgrund seines Interesses an Musiktechnologie belegte er Kurse in diesem Bereich an der Hogeschool voor de Kunsten Utrecht und studierte an der Fakultät für Industriedesign der TU Delft. Daneben arbeitete er als Turntablist. 2009 erwarb er seinen Master-Abschluss in Jazz-Piano am Conservatorium van Amsterdam. Auch nahm er Unterricht bei Ari Hoenig, Jason Moran und Jean-Michel Pilc.
Mit dem Trio Tin Men and the Telephone, das Roe mit dem Bassisten Pat Cleaver und dem Schlagzeuger Bobby Petrov 2009 bildete und das in seinen Multimedia-Shows Improvisation mit Einflüssen aus Hip-Hop, Popmusik, Jazz und Internetclips verbindet, trat er 2018 beim Jazzfest Berlin auf, aber auch beim North Sea Jazz Festival, dem London Jazz Festival oder der Jazzahead.
Roe hat auch mit dem Metropole Orchestra, ISH Dance Collective, Noord Nederlands Toneel, Asko|Schönberg Ensemble, Room Eleven und Janne Schra zusammengearbeitet. Sein Programm Modular Piano, das er mit dem audiovisuellen Künstler Marcel Wierckx aufführt, gilt als gutes Beispiel für die Interaktion zwischen Klavier, Synthesizern und interaktiven visuellen Projektionen. Weiterhin ist er auch an Alben von Esther Berlansky, Yuri Honing, Paul van Kessel und Jazzanitza beteiligt.
2024 wurde er mit dem renommierten Boy-Edgar-Preis ausgezeichnet, weil seine „freie Vision auf das Klavier“ mit seiner einzigartigen und genreübergreifend eingesetzten Mischung von Musik und Technik ihn zum „Innovator im Bereich des Jazz und der improvisierten Musik“ macht.